# 洛東江
洛東江（：／ Nakdonggang */?）為韓國最長河流，全長525公里，流域面積達23,384平方公里。
水系發源於朝鮮半島東側之太白山脈，流經大邱和釜山韓國東南部城市，於釜山市注入東海，為朝鮮半島主要水系之一。